# Patchiku
Le Patchiku est un navire de pêche au thon, à la ligne, construit en 1959 dans le chantier naval Marin de Ciboure dans les Pyrénées-Atlantiques.
Comme l’Aïrosa, il est caractéristique du patrimoine maritime basque et derniers exemplaires de la construction traditionnelle de la charpenterie de marine basque.
Son immatriculation est : BA 294 644 (Bayonne).
Le Patchiku fait l’objet d’un classement au titre objet des monuments historiques depuis le 7 juin 2002.

## Histoire
Ce bateau de pêche est un ligneur destiné à la pêche au thon. 
Il est dit de type bolincheur car aussi utilisé pour la pêche à la sardine. Les pêcheurs de Saint-Jean-de-Luz introduisirent l'usage de la bolinche (filet tournant archétype de la senne) d'entre les deux guerres. Il pratique aussi la pêche à la palangre.
Il a d'abord porté les noms de Suzanne et Le Fanchic, avant de devenir le Patchiku dans les années 1980. Il est équipé de trois mâts de travail pour mettre les engins à la mer. Le mât arrière porte le power-block, une grosse poulie gérant la bolinche. Il peut aussi gréer un foc et un tapecul, voilure de travail permettant de tenir le bateau dans le vent durant ses dérives en opération de pêche.
Un poste d'équipage sur l'avant contient 4 couchettes, et une cuisine est attenante à la salle des machines.
Il a participé au tournage du film en 1999 Les Moissons de l'océan réalisé pour France 2. 
Le Patchiku a été désarmé en 2003. 
L'Association pour la sauvegarde du Patchiku, créée en 2006, a décidé de le reprendre pour en effectuer la restauration, puis sa valorisation et son entretien en partenariat avec Itsas Begia, association qui œuvre à la sauvegarde et la mise en valeur du patrimoine maritime basque.